# Жан Батист Журдан
Жан Батист Журдан (на френски: Jean Baptiste Jourdan; 29 април 1762 г. – 23 ноември 1833 г.) е френски маршал, участник в Наполеоновите войни.

## Биография
Започва службата си в армията на шестнадесет години, във френските войски в Америка.
През 1793 г. е произведен в дивизионен генерал и командва Северната армия. На 16 октомври 1793 г., заедно с Лазар Карно, удържа победа над австрийците в битката при Ватини. През 1796 г. Журдан претърпява неуспехи и излиза в оставка. Избран е за член на Съвета на петстотинте, където предлага и провежда закон за конскрипцията (военната повинност).
През 1799 г. командва Дунавската армия, но е разбит от ерцхерцог Карл при Острах и Щоках.
През последните години на Първата империя, Журдан е назначен при крал Жозеф Бонапарт (Хосе Испански), помагайки му при ръководството на френските армии.
Луи XVIII назначава Журдан за пер, а от 1830 г. – за началник на Дома на инвалидите.

## Трудове
- „Mémoires pour servir à l’histoire de la campagne de 1796“ (1813 г.);
- „Précis des opérations de l’armée du Danube sous les ordres du général Jourdan“.